# Red bean ice
La red bean ice (chinois simplifié : 紅豆冰 ; chinois traditionnel : 雪糕紅豆冰 ; litt. « glace de haricot rouge ») est une boisson de la cuisine hongkongaise populaire en été et fréquemment servie dans les cha chaan teng.

## Galerie

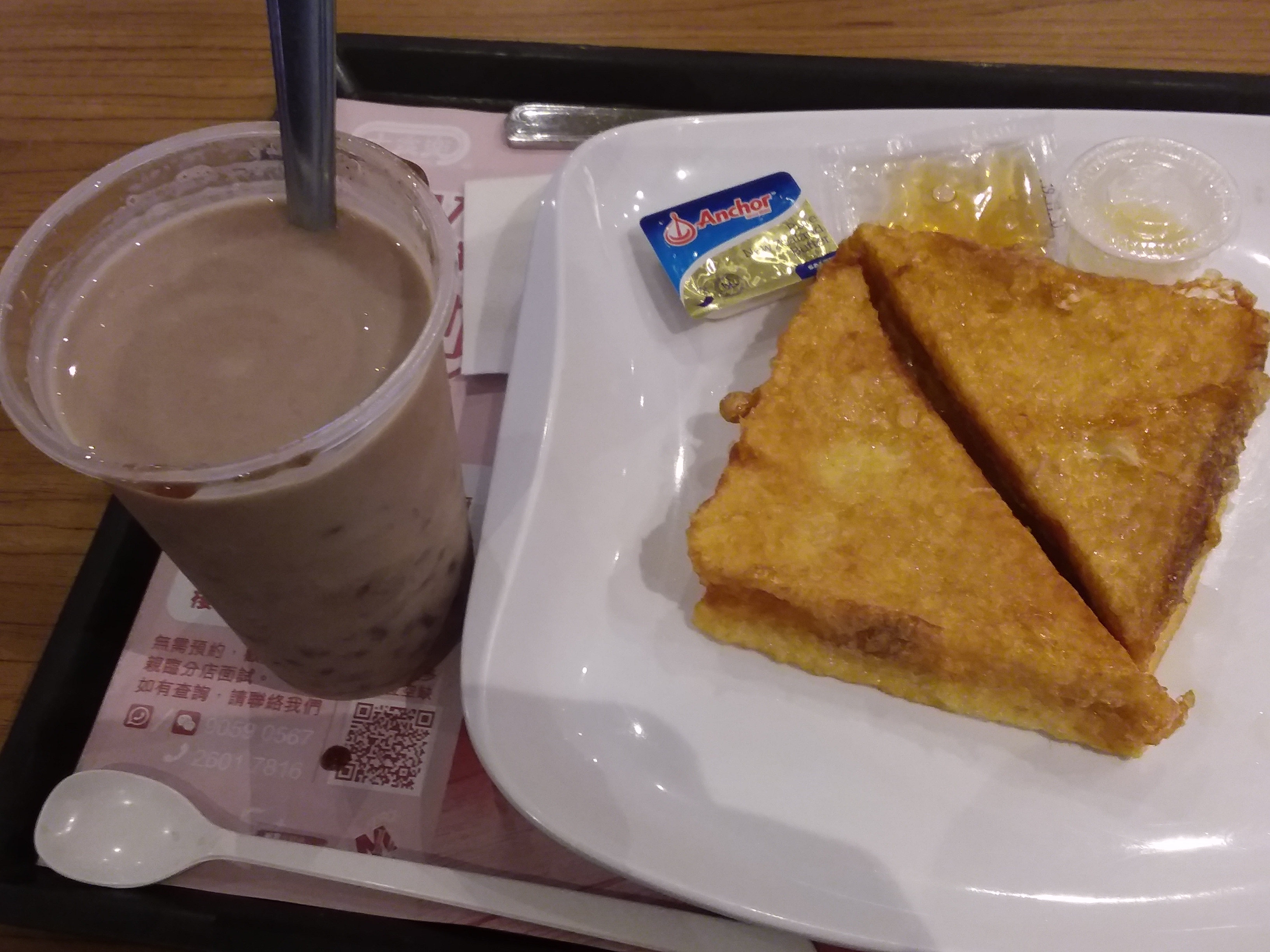
Glace aux haricots rouges servie avec du pain perdu à Hong Kong Central, dans un établissement de Café de Coral (en).
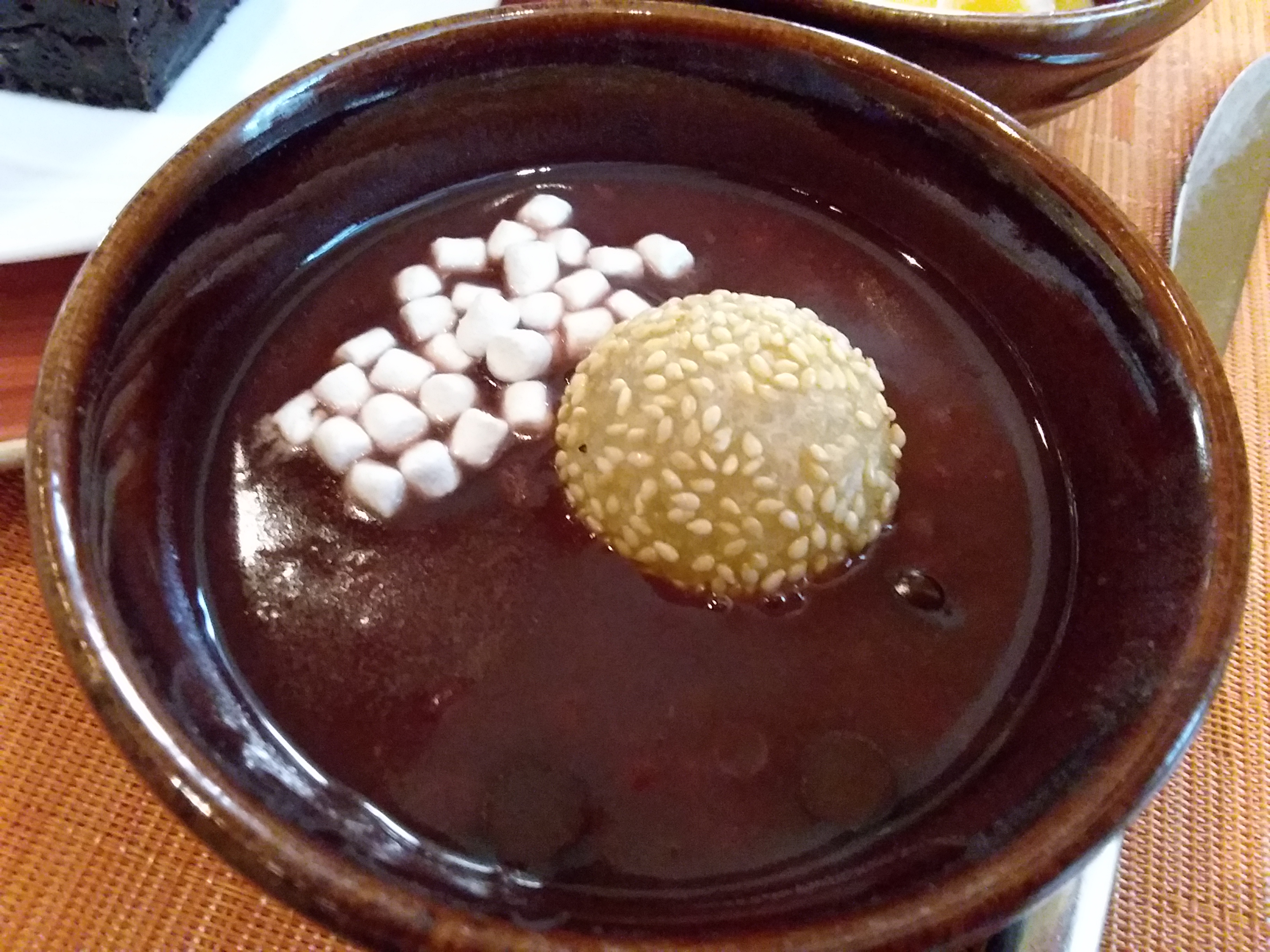
Une glace aux haricots rouges avec des accompagnements originaux à un buffet Cordis du Langham Place Hotel Hong Kong.
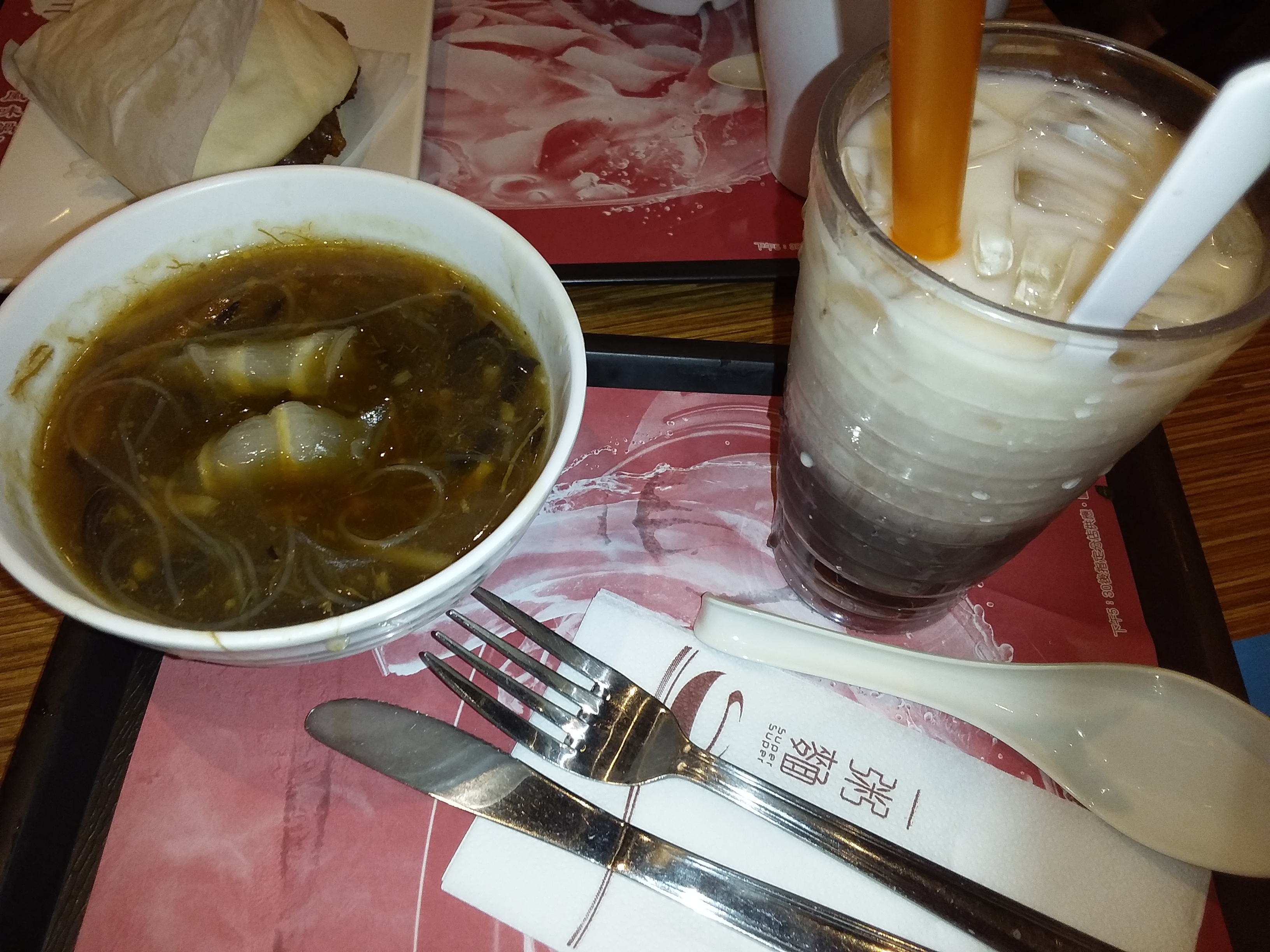
Glace aux haricots rouges et soupe d'ailerons de requin.
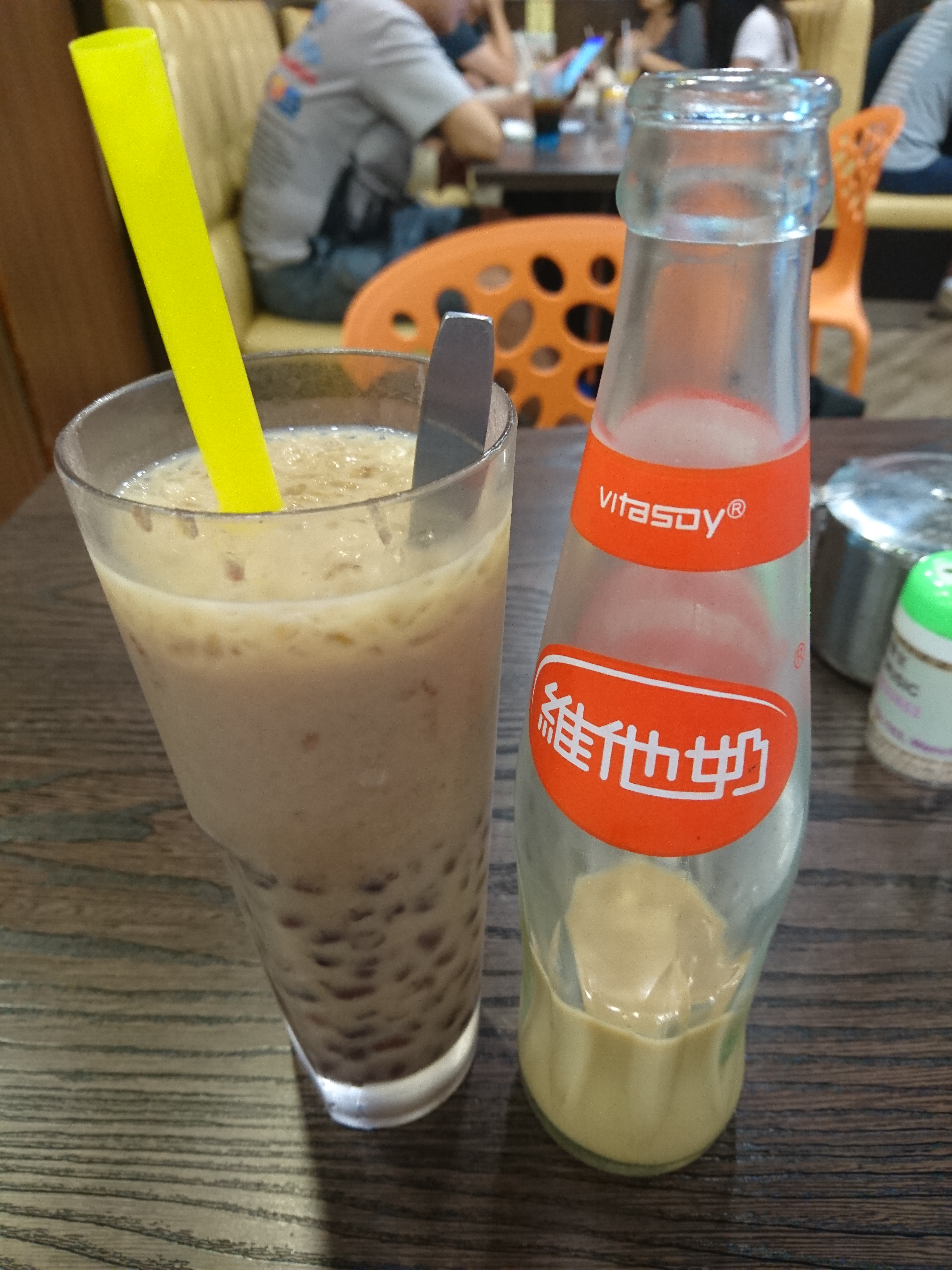
Glace aux haricots rouges avec une boisson au soja de Vitasoy (en).